# Episodi de I Fantaeroi (prima stagione)
La prima stagione de I Fantaeroi è andata in onda in Canada dal 3 settembre 2010 su YTV, mentre in Italia è andata in onda dal 19 settembre 2011 su K2 in 4:3 pan and scan. La stagione contiene 26 episodi, ognuno diviso in due episodi.
| N° | Codice produzione | Titolo originale                        | Titolo italiano                      | Prima TV Canada  | Prima TV Italia   |
| -- | ----------------- | --------------------------------------- | ------------------------------------ | ---------------- | ----------------- |
| 1  | 101               | Maxum Man Mark II                       | Maxum Man modello 2                  | 9 ottobre 2010   | 19 settembre 2011 |
| 1  | 101               | To Party Perchance to Party             | Festa o non festa                    | 9 ottobre 2010   | 19 settembre 2011 |
| 2  | 102               | Gone Gaga                               | Gli occhiali stordi-lenti            | 11 dicembre 2010 | settembre 2011    |
| 2  | 102               | Like Supervillain, like Son             | Master XOX                           | 11 dicembre 2010 | settembre 2011    |
| 3  | 103               | A Monster Headache                      | Chi di scienza fiorisce...           | 16 ottobre 2010  | 2011              |
| 3  | 103               | Days of Golly                           | Un grande ritorno                    | 16 ottobre 2010  | 2011              |
| 4  | 104               | Ain't No Party like a Maxum Brain Party | Nessuna festa è come una Maxum festa | 4 dicembre 2010  | 2011              |
| 4  | 104               | Hello Dolly                             | Eroe per gioco                       | 4 dicembre 2010  | 2011              |
| 5  | 105               | The Amazing Super Chores                | I super doveri                       | 2 ottobre 2010   | 2011              |
| 5  | 105               | Maxum Mom                               | La festa della Super Mamma           | 2 ottobre 2010   | 2011              |
| 6  | 106               | Moustachesquatch                        | Il baffo mannaro                     | 8 gennaio 2011   | 2011              |
| 6  | 106               | The Endless Summer                      | Una vacanza in camper                | 8 gennaio 2011   | 2011              |
| 7  | 107               | Identity Crisis                         | Crisi d'identità                     | 3 settembre 2010 | 2011              |
| 7  | 107               | Fart of Darkness                        | I super bebè                         | 3 settembre 2010 | 2011              |
| 8  | 108               | The Bogey Man                           | La sfida a minigolf                  | 23 ottobre 2010  | 2011              |
| 8  | 108               | Crudburger                              | L'hamburger della popolarità         | 23 ottobre 2010  | 2011              |
| 9  | 109               | The Henchman Challenge                  | Buoni contro cattivi                 | 6 novembre 2010  | 2011              |
| 9  | 109               | Family Fun Day                          | La festa per famiglie                | 6 novembre 2010  | 2011              |
| 10 | 110               | Slime Spree                             | Spore domestiche                     | 13 novembre 2010 | 2011              |
| 10 | 110               | The Short List                          | La prima scelta di Maxum Man         | 13 novembre 2010 | 2011              |
| 11 | 111               | This Hour Has 22 Million Minutes        | Déjà vu                              | 30 ottobre 2010  | 2011              |
| 11 | 111               | Halloweenie                             | Halloween-mania                      | 30 ottobre 2010  | 2011              |
| 12 | 112               | Eric Squared                            | Eric al quadrato                     | 20 novembre 2010 | 2011              |
| 12 | 112               | Squawk                                  | Squitter                             | 20 novembre 2010 | 2011              |
| 13 | 113               | Internal Affairs                        | Affari interni                       | 15 gennaio 2011  | 2011              |
| 13 | 113               | Virtual Mayhem                          | Il gioco della realtà                | 15 gennaio 2011  | 2011              |
| 14 | 114               | The Maxum Switcheroo                    | Prova d'identità                     | 5 marzo 2011     | 2011              |
| 14 | 114               | Sleepless in Splitsboro                 | Il ladro dei sogni                   | 5 marzo 2011     | 2011              |
| 15 | 115               | Everybody Is SideFu Fighting            | Kung-Spazza-Fu                       | 12 marzo 2011    | 2011              |
| 15 | 115               | Comic Book Zombies                      | Eric superstar                       | 12 marzo 2011    | 2011              |
| 16 | 116               | Beneath the Missile-Toe                 | Buoni e cattivi                      | 18 dicembre 2010 | 2011              |
| 16 | 116               | Ice to Know You                         | Rompere il ghiaccio                  | 18 dicembre 2010 | 2011              |
| 17 | 117               | Ye Old Sidekick Village                 | I bei vecchi tempi                   | 26 marzo 2011    | 2011              |
| 17 | 117               | News at 11AM                            | Il notiziario delle 11               | 26 marzo 2011    | 2011              |
| 18 | 118               | Suit of Harms                           | Il ministro della sicurezza          | 2 aprile 2011    | 2011              |
| 18 | 118               | Escape from Razzuma-Traz                | Fuga da Razzuma-traz                 | 2 aprile 2011    | 2011              |
| 19 | 119               | Gloves of the Run                       | Oggetti smarriti                     | 16 aprile 2011   | 2011              |
| 19 | 119               | Drop the Needles                        | Una sfida tra DJ                     | 16 aprile 2011   | 2011              |
| 20 | 120               | Miss-Match                              | L'amore ideale                       | 23 aprile 2011   | 2011              |
| 20 | 120               | Stupor-ize Me                           | La vendetta di Sammy                 | 23 aprile 2011   | 2011              |
| 21 | 121               | Teenage Mummies in Love                 | Buona la prima                       | 7 maggio 2011    | 2011              |
| 21 | 121               | Henchman for a Day                      | Scambio d'identità                   | 7 maggio 2011    | 2011              |
| 22 | 122               | The Show Must Go On                     | Lo spettacolo deve continuare        | 14 maggio 2011   | 2011              |
| 22 | 122               | Pamplemoose and Son                     | Un padre vero per Eric               | 14 maggio 2011   | 2011              |
| 23 | 123               | Little Orphan Eric                      | L'incubo del passato                 | 21 maggio 2011   | 2011              |
| 23 | 123               | Lights, Camera, Sidekick Action         | Un nuovo testimonial per l'accademia | 21 maggio 2011   | 2011              |
| 24 | 124               | Shopping Spree                          | Shopping-mania                       | 4 giugno 2011    | 2011              |
| 24 | 124               | The Spark is Gone                       | La scintilla è scomparsa             | 4 giugno 2011    | 2011              |
| 25 | 125               | Four's a Crowd                          | Fuga di massa                        | 11 giugno 2011   | 2011              |
| 25 | 125               | Super Frenemies                         | Fino all'ultimo amico                | 11 giugno 2011   | 2011              |
| 26 | 126               | Maxum Brain, Interrupted                | Duello all'ultimo Chip               | 18 giugno 2011   | 13 ottobre 2011   |
| 26 | 126               | Wrinkle Resistant                       | Gita a CompuVille                    | 18 giugno 2011   | 13 ottobre 2011   |

## Maxum Man modello 2
Eric, indaffarato a "pulire" il rifugio viene disturbato da Trevor, il quale ha perso il suo criceto da compagnia "Capitan Bicipite Letale". Eric decide di aiutare Trevor; i due usano la macchina clonatrice per riportare in vita il criceto, ma l'accumulo di polvere contenente il DNA di Maxum Man finisce per far uscire dalla macchina un Maxum Man con il cervello e i baffi da criceto. Trevor l'indomani porta "Maxum Criceto" a scuola dando quindi anche a Eric l'opportunità di dimostrare che lui è l'aiutante di Maxum Man. Sfortunatamente Man Maid, l'ex domestico di Maxum Man, fa irruzione nell'accademia e si ritrova a scontrarsi con "Maxum Criceto" il quale però non sa usare appieno i poteri di Maxum Man e quindi si ritrova in difficoltà. Ma alla fine, mosso da un sentimento "umano" di giustizia, riesce a cavarsela e a sistemare Man Maid mangiandoselo.

## Festa o non festa
È arrivato il weekend: Eric e Trevor sentono Vana e Kitty parlare di una festa e incuriositi chiedono spiegazioni, ma le ragazze si limitano a dire che non è il loro tipo di serata. Mentre progettano di imbucarsi alla festa, Maxum Brain informa i due della fuga di un nuovo supercattivo, Trivella Shakespeare, e dà ai due il compito di fermarlo, fornendo loro una lista di 12 cose da fare per fermarlo. I due, ignorando il loro incarico, si limitano a gettargli una macigno addosso, dopodiché fanno di tutto per imbucarsi al party a casa di Vana, ma senza successo. Poco dopo Trivella Shakespeare spiega ai due che gettargli un masso sulla testa non è stata una idea furba, in quanto lui dispone di una trivella sulla fronte. Irritati dall'impossibilità di entrare nella villa di Vana fanno a Trivella Shakespeare tutte e 12 le cose elencate nella lista data loro da Maxum Brain. La dodicesima cosa nella lista è il "salvataggio sacrificale" fatto da Eric usando Trevor come palla da cannone. Finita la mossa si apre un varco nel muro, dando così ai due eroi un accesso alla tanto sospirata festa. In quel momento sorge il Sole, facendo finire la festa. Vana, vedendo i due piangere, decide di farli entrare e di far proseguire la festa ancora un po', ma i due, in particolare Eric, rimangono delusi.

## Gli occhiali stordi-lenti
Eric si trova alle prese con Vana. Dopo la performance della ragazza, Eric cerca di arrogarsela complimentandosi, ma fallisce. Arrivato a casa comincia a giocare insieme a Trevor con i vari oggetti requisiti ai supercattivi da Maxum Man. Maxum Brain, stufo dei due che mettono a soqquadro il rifugio, dà a Eric uno strumento che gli permetterebbe di fare breccia nel cuore di Vana: gli Occhiali Stordi-Lenti; questi occhiali agiscono sul subconscio delle persone del sesso opposto a chi li indossa in modo che le persone impazziscano d'amore per il portatore. Allora Eric usa questi occhiali su Vana ottenendo l'effetto tanto desiderato, ma la cosa degenera in quanto Vana prova un amore oppressivo verso Eric: infatti gli sta sempre vicino corteggiandolo e idoleggiando, suscitando così la gelosia dell'amica Kitty. Eric, stufo dell'oppressione da parte della ragazza, prova a sfruttare dei consigli di Maxum Man per evitarla: ignorare, intercettare e abbattere il morale, i quali però falliscono. Intanto Kitty sviluppa una gelosia maggiore, fino a quando sfida Vana per l'amore di Eric. Eric intanto scopre che non è possibile togliere gli occhiali una volta indossati e quindi sfrutta il combattimento tra le due amiche per distruggerli.

## Master XOX
Arrivano i progetti scolastici; Trevor ed Eric sono in ritardo e sono obbligati a prendere l'ultimo progetto rimanente: ossia la visita a Megamatraz, un carcere di massima sicurezza di Splitsburgo. I due, dopo avere lasciato Vana e Kitty ai Pini Eroici, entrano nel carcere per fare del volontariato. Mentre danno da mangiare ai detenuti, incontrano Master XOX, imprigionato lì. Eric capisce subito chi è, ma Trevor prova un compiacimento per le idee di XOX, anche se molto strane. Nel frattempo le due ragazze incontrano una ex supereroina di nome Dolce Susie, la quale, danzando una danza di nome Ura-Cha-Cha-Gano, provoca un tifone. XOX intanto ne approfitta per abbindolare Trevor e fargli fare quello che vuole lui. Infatti i due stringono una specie di alleanza, tanto che Trevor arriva ad aprire la cella di Master XOX per farlo fuggire. In seguito lo aiuta anche a costruire il suo Hai-Cannone, ossia un cannone che spara pulci. Kitty, Vana e Dolce Susie intanto raggiungono il carcere per fare una visita a Eric e tutti insieme scoprono dell'intento di XOX. Però è troppo tardi: Trevor e Master XOX hanno già finito l'Hai-Cannone e XOX lo utilizza sui ragazzi. Per salvare i ragazzi, Dolce Susie fa il suo Ura-Cha-Cha-Gano e provoca un tornado dal quale si pone un bivio per Trevor: salvare XOX o Eric e i suoi amici. Fortunatamente sceglie di salvare Eric. Il giorno dopo, sistemato tutto, il padre di Trevor torna a casa con il pollice ingessato. Tutto perché XOX è il padre di Trevor.

## Chi di scienza fiorisce...
Trevor si scorda del progetto di scienze e allora prende una pianta che avvelena il Professor
Pamplemoose. Intanto, Eric e i suoi amici cercano il "Magi-Fungo" per curare Pamplemoose. Alla fine riescono a trovare il fungo e curare Pamplemoose, ma Trevor lo riavvelena. Infine Pamplemoose fa capire ai suoi alunni che sta bene.

## Un grande ritorno
In classe, Eric, Trevor, Kitty e Vana guardano un video per aiutanti sull'entrata trionfale. Nel video vedono Disastro Kid mentre pulisce. Nella mensa, dopo aver fatto una battaglia di cibo, i ragazzi vedono il bidello che pulisce ripetendo la stessa scena nel video di Maxum Man, sospettando che fosse Disastro Kid. Successivamente scoprono che è proprio lui, ed Eric si accorge che Disastro Kid gli assomiglia molto e pensa che anche lui voglia diventare un eroe invece che aiutante. Cercano di fargli fare alcune azioni eroiche, rendendolo più felice. Per tenerlo in allenamento nel combattere supercattivi, Eric chiede a Trevor di travestirsi da cattivo, ma al suo posto è arrivato l'assistente di Master XOX, Bruto Brutale. Vedendo che Disastro Kid è in difficoltà, Eric avverte Master XOX avvisandolo che il suo assistente si stava vantando troppo venendo portato via da XOX.

## Nessuna festa è come una Maxum festa
Eric e Trevor vogliono divertirsi nella villa di Maxum Man, entrando nella stanza delle armi confiscate ai cattivi. Maxum Brain però impedisce loro di divertirsi non permettendo loro di toccare niente. I due pensano che Brain sia stressato e così Trevor lo infetta con il virus del raffreddore. Maxum Brain è decisamente più felice con il virus, e fa divertire anche Eric e Trevor, causando però alcuni guai. Decidono di fare una festa, ma Brain invita solo computer che collegano la loro spina alla presa consumando molta corrente. Continuano a consumare sempre di più usando tutta l'elettricità della rete globale. Mentre Vana distrae i computer, Eric e Kitty cercano di guarire Maxum Brain, non riuscendoci. Successivamente si ricordano che il virus di Trevor si cura con gli antibiotici, riuscendo a guarire Brain e a farlo tornare normale.

## Eroe per gioco
In un negozio, Eric scopre che vendono action-figure su di lui, vendute da un negoziante chiamato Siber Manager. Scopre così di essere famoso perché è l'aiutante di Maxum Man. Si monta così la testa e si comporta come un vip. Un giorno, il negoziante modifica i pupazzetti che diventano cattivi eliminando gli altri giocattoli, così la gente è costretta a comprarne altri. Dopodiché costruisce un mostro gigante, ma Eric, Trevor e Kitty costruiscono un altro mostro per combattere il primo, ma non ci riescono. Nel frattempo Vana cerca di vendere action-figure su di lei, aiutando così gli altri con una Vana gigante che distrugge il mostro e sconfigge Siber Manager.

## I super doveri
Eric deve svolgere le faccende di casa, ma chiede a Maxum Brain di svolgere alcuni compiti che avrebbe dovuto fare Maxum Man. Così assieme ai suoi amici si dedica ai Super-doveri: a Eric tocca la maggior parte degli incarichi ovvero presenziare alle inaugurazioni di nuovi edifici pubblici ma non ci riesce; Trevor deve fare presenza a delle nozze spaziali; Vana deve salvare la città da una invasione aliena; Kitty deve fermare un'invasione nel sottosuolo. Eric non porta a termine il suo compito e così appare il malvagio Mega-nastro che impacchetta mezza città. Tuttavia Eric, grazie a una delle invenzioni presenti nella villa di Maxum Man, lo sconfigge.

## La festa della Super Mamma
È arrivato il giorno della festa della Super-Mamma e Maxum Mamma va a Villa Maxum per andare a trovare il figlio e festeggiare, ma non lo trova a causa della sua sparizione e quindi Eric cerca in qualche modo di farle capire che ha molto da fare. Dopo averla vista piangere per il fatto che non riesce a trovare il suo Maxum-figliolo, Eric decide di farsi "ologrammare", trasformandosi in Maxum Man. Così decide di portare Maxum-Mamma a Leko, rinomato ristorante, famoso per i suoi hamburger di granchio. Ma mentre Eric-Maxum Man propone a Maxum-Mamma, Master XOX sente tutto e quindi porta suo figlio, assieme a lui, a Leko, sotto le sembianze del sig. Troblemeyer. Intanto, egli comincia a organizzare un piano per far fuori Eric-Maxum Man, non sapendo però che non è il vero Maxum Man. Intanto Trevor sa che il Maxum Man che vede è Eric. Master XOX, dopo svariati tentativi di fare fuori il grande supereroe, passa allo scoperto, ma poi vede che in realtà colui che credeva fosse Maxum Man era solo Eric. Maxum-Mamma, intanto, comanda a K.O. il grande supercattivo, mentre Eric e lei stessa passano la giornata della Super-Mamma.

## Il baffo mannaro
È arrivato per Eric il momento di andare al campeggio con Vana, Kitty e Trevor. Arrivati al campeggio, i ragazzi incontrano il loro animatore, un signore hippy, che li invita a raggiungere la cima del Monte Scalafacile, richiamando le api geneticamente modificate per tenerli in corsa. Alla sera i ragazzi si fermano e organizzano un falò. Trevor comincia a raccontare una storia del terrore, che racconta di un aiutante che venne esiliato per poi diventare un famelico Baffo Mannaro e chiunque ne venga morso si trasforma in un esemplare identico. A causa di un rumore, i ragazzi si dividono ed Eric viene morso, a sua insaputa, dal Baffo Mannaro. Anche i suoi amici se ne accorgono e a Eric spuntano i baffi, tanto che la sera dopo si dimostra felice del fatto di averli. Successivamente, comincia a esserne stufo e Trevor gli dice che per liberarsi di quei baffi, avrebbe dovuto sconfiggere il mostro che l'ha morso. Dopo una dura lotta, Eric sconfigge il Baffo Mannaro e perde i baffi. Successivamente i ragazzi tornano a casa, mentre Kitty indossa un maglione fatto con i peli dei baffi di Eric.

## Una vacanza in camper
La scuola è terminata e iniziano le vacanze estive. Allora Trevor propone ad Eric una cosa che non avevano mai fatto insieme, un viaggio in camper, che sembra essere una tradizione estiva dei Troublemeyer. Eric accetta e il viaggio inizia. Dopo aver fatto sosta ed essere sceso, il padre di Trevor si dirige in una grotta, seguito, a sua insaputa, da Eric e dal figlio. I due poi vedono XOX e si rifugiano nel camper. Quando rientra, il signor Troublemeyer è tempestato di notizie dai ragazzi, che dicono di aver visto XOX. Ma dopo aver sentito che i ragazzi non l'avevano visto, allora se ne infischia, dicendo di non parlarne più. Eric intanto comincia a insospettirsi e comincia a credere che la famiglia Troublemeyer stia lavorando per XOX. Quando il viaggio finisce, i due ragazzi si ritrovano a scuola e XOX esce allo scoperto, facendo quasi rivelare la propria identità. Con il suo cannone vuole distruggere la scuola per aiutanti, ma grazie a Eric non riesce nel suo intento. Successivamente il signor Troublemeyer, non ricordandosi nulla, decide di accompagnare Eric a casa, mentre il cannone, non ancora spento, spara un colpo che va a centrare in pieno Pamplemoose, che mentre era in spiaggia si rilassava e pensava di essere meno severo con i suoi alunni il prossimo anno. Ma quando viene colpito dal raggio sparato dal cannone, si infuria e decide pertanto di fare un'interrogazione a sorpresa ogni giorno. Eric, alla fine, fa notare a Trevor che il padre e XOX non erano mai presenti tutti e due nello stesso momento. Ma Trevor, credendo fosse un gioco, ribatte dicendo che né Vana né Pamplemoose amano fischiettare in giardino. Eric allora domanda cosa c'entra, ma perde così il proprio obiettivo, ossia di far notare che il padre di Trevor poteva essere XOX.

## Crisi d'identità
Eric deve affrontare un esame sulla propria identità di fantaeroe e pertanto deve trovarsene una al più presto. Allora Maxum Brain gli mostra un video nel quale Maxum Man presenta per Eric un'identità da fantaeroe alquanto bislacca: Maxum Boy, ossia un'identità da ballerino Groove. Eric non si accontenta di questa identità e quindi utilizza una macchina che fornisce a Eric una identità basata sulla sua personalità: così prova ad essere una rockstar, un orfano e un ragazzo-televisore; tuttavia, sotto il consiglio di Trevor, è portato a rifiutarle tutte. Allora, sempre sotto il consiglio di Trevor, viene portato a usurpare l'identità del Ragazzo Crudele, dal quale in seguito viene umiliato. Alla fine si presenta all'esame con un'identità mista di tutte quelle di prima: Maxum-Eric-Boy-Ragazzo. Tuttavia fallisce l'esame in quanto il nome viola un'importante regola dei fantaeroi: il nome reale del supereroe non può apparire nel suo nome da fantaeroe.

## I super bebè
Trevor ed Eric prendono per l'ennesima volta due pessimi voti, pertanto il Prof. Pamplemoose per punizione li riporta all'asilo. Qui Trevor fonda una sottospecie di regno usando come sudditi i "compagni" di asilo, e questo porta a rifiutare l'invito da parte di Eric ad andarsene da quell'asilo, tant'è vero che si ritrovano a combattere utilizzando i bambini come spade laser. Alla fine Eric riesce a superare l'esame, mentre Trevor no e rimane all'asilo.

## La sfida a minigolf
Eric, Trevor, Vana e Kitty incontrano un nuovo supercattivo campione di golf che rinchiude i protagonisti in una cupola di vetro dove rimangono chiusi per poco.

## L'hamburger della popolarità
Eric e Trevor scoprono un nuovo hamburger, lo Skifoburger, che fa esplodere le menti. Per apparire i migliori della scuola, si recano nella parte malfamata della città durante le lezioni a comprarseli. Ma c'è un'inaspettata sfida tra il Prof. Pamplemoose e Master XOX: il primo vuole riportare gli studenti a scuola, l'altro li vuole annientare. Appena arrivati a scuola con gli hamburger arriva anche Pamplemoose e distrugge gli hamburger.

## Buoni contro cattivi
Il Prof. Pamplemoose ha organizzato una sfida tra i Fantaeroi e gli Scagnozzi di XOX. Questi tuttavia vincono le prime prove barando, inducendo i Fantaeroi a fare la stessa cosa. All'ultima prova Eric vince con un ingegnoso stratagemma, ma per troppa esultanza alla squadra dei Fantaeroi sono stati tolti due punti per aver imbrogliato, perciò vincono gli scagnozzi. Pamplemoose però, che ha già in mano il titolo e non ha nessuna voglia di darlo a XOX, ingaggia una rissa con lui.

## La festa per famiglie
Eric incontra i suoi amici e le loro famiglie che partecipano alla festa per famiglie, ma Eric deve passare l'intera giornata con Maxum Brain.

## Spore domestiche
All'Accademia ciascun alunno deve accudire una spora aliena durante il week-end. La si deve per forza riportare il lunedì, altrimenti la madre devasterebbe la città per trovarla e non deve mangiare cibo grasso o schifezze. Eric familiarizza con la sua spora, ma Trevor lascia in giro troppo cibo grasso per la villa. La spora ne approfitta per mangiarne troppa e diventa così enorme. A ciò si aggiunge il fatto che Eric non ha intenzione di restituirla. Il lunedì, perciò, Eric deve far finta che Maxum Man lo stia chiamando per sfuggire alle ire di Pamplemoose. Torna dalla spora, ma questa poi scappa e si aggira per la città. Dopo un po' sua madre sente il suo richiamo e accorre per riprenderselo. Eric allora chiama Trevor, Kitty e Vana, si procura un Maxum-Razzo e lo usano per lanciare la spora verso la madre. Ma Trevor mette troppi esplosivi nel razzo e così le due spore, non appena vengono a contatto, esplodono. Subito dopo c'è una pioggia verde di resti delle spore, dalla quale rispunta la spora.

## La prima scelta di Maxum Man
Maxum Brain dà tutti i permessi a Vana e dice che era la prima scelta di Maxum Man come sua aiutante.

## Déjà vu
Eric vuole invitare Vana al ballo ma si rende conto della presenza di un loop temporale causato da un supereroe di nome Static Clint e suo padre che gli blocca la strada.

## Halloween-mania
È Halloween e tutti i ragazzi di Splitsburgo si sono vestiti da Maxum Man, tranne Eric che è vestito da clown. Sentendosi imbarazzato e diverso, vuole comprare anche lui il costume di Maxum Man. Il proprietario del negozio di costumi di Halloween, è un mago che in precedenza era il sarto di Maxum Man, licenziato dal supereroe per un costume ridicolo. Il mago quindi esegue una magia: i bambini con il costume di Maxum Man acquisiscono i suoi poteri, però litigano tutti tra di loro. Così il mago spera che essi diano la colpa al supereroe, portando così ad odiarlo. Eric però riesce a liberarsi del mago e a far tornare alla normalità la situazione. Maxum Brain poi rivela di avere un sacco enorme di dolci per aver fatto "dolcetto o scherzetto?", che regala ai quattro ragazzi.

## Eric al quadrato
Trevor trova un oggetto per viaggiare fra le dimensioni. Eric e Trevor passano in un'altra dimensione, dove trovano due loro copie cattive. La copia cattiva di Eric cerca di ucciderli per rapire la loro Vana di cui dice che è la più bella tra quelle di tutte le dimensioni.

## Squitter
Vana aizza gli studenti contro Eric: vuole sapere perché Maxum Man non è su Squitter (famoso social network parodia di Twitter). Eric allora impersona, con uno dei numerosi aggeggi presenti nella villa, Maxum Man. Si trova a impersonarlo numerose volte tramite video su Squitter, per far felici i propri fan, sconfiggendo super-cattivi. Purtroppo l'ultimo è il Rottamuratore, ex-arredatore di Maxum Man, che così decide di attaccare il supereroe. Cambia idea quando arriva un "tweet" di Vana che mostra la propria camera rigorosamente rosa. Il Rottamuratore odia il rosa, perciò decide di distruggere la camera di Vana, che però nel frattempo si è stancata di quel colore e si mette d'accordo con l'arredatore per rendere le pareti di color "Rottamuratorio". Eric allora decide di eclissarsi da Squitter, non prima di aver raccomandato, sotto forma di Maxum Man, di farsi trattare bene.

## Affari interni
Master XOX entra nel corpo di Eric per impossessarsi delle armi di Maxum Man, ma Vana, Trevor e Kitty si restringono per sconfiggerlo. Eric riesce però a liberarsi di XOX: beve del latte, a cui è allergico, e lo defeca assieme ai tre amici.

## Il gioco della realtà
Master XOX crea un videogioco per scassinare le ricchezze della città e tutti ci giocano, arricchendolo. Alla fine Eric e i suoi amici riescono a sventare il suo piano.

## Prova d'identità
Maxum Man è tornato ma non riconosce il nome del suo assistente così Eric lo sottopone a un test per verificare se è il vero Maxum Man. Alla fine lo supera ma Eric, sentendo la telefonata di Maxum Man, scopre che è un impostore così si traveste da Maxum Mamma grazie a un dispositivo cambia identità e trova il modo di smascherarlo.

## Il ladro dei sogni
Eric e gli altri fanno incubi a causa di Notturno, un mostro che un tempo era uno scienziato e che, per colpa di Maxum Man, è rimasto intrappolato nel mondo dei sogni.

## Kung-Spazza-Fu
Nell'accademia dei fantaeroi viene reso noto l'Assist Kung-Fu, cioè l'arte di resistere alle botte, ma Eric non vuole parteciparvi, e così il maestro lo fa diventare un bidello. Quando i suoi amici perdono miseramente nella gara di Assist Kung-Fu, Eric è la loro ultima risorsa, ma anche lui fa vincere gli avversari.

## Eric superstar
Eric e Trevor sono invitati ad una convention di nerd per il discorso di apertura, ma alla fine si accorgono che era tutto un tranello inventato dal malefico Busto Bustina, che vuole catturare Eric e usarlo come un pezzo di collezione.

## Buoni e cattivi
È Natale, perciò i protagonisti aspettano con ansia MegaBabbo. Eric però lo distrugge rivelando essere solo un robot, così partono tutti al Polo Nord per vedere che fine abbia fatto il vero MegaBabbo. Si troveranno però a costruire loro tutti i giocattoli.

## Rompere il ghiaccio
È estate e il caldo opprime i protagonisti. Così Eric e Trevor trovano una macchina detta "inverticlima" tra le armi confiscate ai supercattivi e rendono l'estate un rigido inverno; Eric, Trevor, Vana e Kitty fanno tanti giochi sulla neve. Tuttavia il freddo comincia ad essere opprimente e Vana e Kitty iniziano ad avere freddo e chiedono ad Eric e a Trevor di spegnere l'inverticlima. Dato che anche lo sciroppo per il gelato è finito, i quattro si recano nella villa per recuperarlo e spegnere l'inverticlima. Tuttavia la macchina non si spegne, ma grazie all'energia termonucleare della loro vasca termale, riescono a spegnerla e a riscaldare la città. La situazione ritorna così uguale a quella iniziale.

## I bei vecchi tempi
La classe di Eric va in gita in una cittadina in stile western. Qui Eric, Trevor, Kitty e Vana incontrano Marshall, un vecchio sceriffo che vuole far diventare il mondo obsoleto con un Anti-Tempometro, una piccola pistola in grado di trasformare gli oggetti in cose più antiche (ad esempio un orologio può diventare una meridiana oppure un fucile una fionda), ma i quattro amici riescono a fermarlo.

## Il notiziario delle 11
Eric, Trevor, Vana e Kitty devono partecipare al telegiornale della scuola. Vana ha perso i reporter, ma ha incontrato un ragazzo bellissimo di nome Alan Splendido che si è offerto di fare il nuovo reporter per il telegiornale, facendo un servizio assai migliore di quello di Eric. Alla fine Eric propone un servizio ancor migliore, volendo intervistare Maxum Man, ma il supereroe è scomparso. Trevor intende allora usare il "Dei-inanimatore".

## Il ministro della sicurezza
Eric protesta al ministro della sicurezza (Master XOX travestito) per le prove umilianti e dolorose a cui è sottoposto all'Accademia Dei Fantaeroi. XOX fa quindi indossare ai Fantaeroi costumi protettivi che fanno diventare rotondi, così nessuno potrà impedirgli di prendere la più potente arma del mondo: Maxum Cucciolo.

## Fuga da Razzuma-traz
Il professor Pamplemoose deve andare in vacanza e chiama una supplente, Razzuma. La donna, però, non è per niente contenta dei risultati degli studenti e decide di trasformare la scuola in una prigione orbitante nello spazio, dicendo che la riporterà sulla Terra solo se Eric e i suoi compagni supereranno il loro esame. Vana si tiene accuratamente in disparte dal piano di Eric, Kitty e Trevor per superarlo, ma ad aiutarli interviene lo stesso Pamplemoose, anche lui imprigionato.

## Oggetti smarriti

Eric Needels in Oggetti smarriti

Cercando qualche paio di guanti utile, Eric ne trova due molto strani. Quei guanti hanno rubato la banca perché appartengono a Master XOX.

## Una sfida tra DJ
Eric sfida il Ragazzo Spietato a una sfida tra DJ. Alla fine Eric vince la sfida guadagnandosi il titolo del più fico della scuola, ma il giorno dopo il Ragazzo Spietato torna a scuola con una cornamusa affascinando tutti gli studenti e riprendendosi il titolo.

## L'amore ideale
È san Valentino e un orso gigante lancia dei biglietti. A Trevor capita quello di una ragazzona violenta, a Kitty Alan Splendido e a Vana il Ragazzo Spietato. Eric riesce a non farsi colpire, e contatta Mandy Struzione per il ballo. Mandy però poi si rivela essere una supercattiva.

## La vendetta di Sammy
Eric e Trevor vengono costretti a lavorare da Elegant Burger, dove Sammy, il loro superiore, usa la macchina dei Milkshake per assorbire l'energia dei Fantaeroi che ne bevono uno. Alla fine però Eric risolve tutto. Sammy rivela di aver fatto questo solo per entrare all'Accademia. Allora viene ammesso, ma subito dopo riceve una lettera: gli viene comunicato di essere stato ammesso anche all'Accademia dei supercattivi. Sammy allora decide di seguire il proprio istinto di cattivo e si dilegua.

## Buona la prima
L'attore Joshua Basettoni gira un film sulle mummie per adolescenti, nella palestra dell'Accademia e quando lo viene a sapere, Kitty cerca di rapirlo. L'attore ingaggia Eric e Trevor per farne le sue guardie del corpo, ma Kitty è caparbia. Purtroppo acchiappa una vera mummia che aggredisce Eric e Trevor. Kitty poi riesce a recuperare il vero Basettoni, ma si accorge che la mummia sta per massacrare i due ragazzi. Allora il suo amore per Eric prevale e riesce a salvarli. Viene fuori, alla fine, che in realtà Basettoni è calvo: quindi Kitty perde la sua stima per lui. L'attore finisce rinchiuso così nello stesso posto da dov'era stata prelevata la mummia, che diventa a sua volta attore.

## Scambio d'identità
Nel giorno del programma di scambio, un giorno dove un fantaeroe va all'accademia dei supercattivi e un seguace va all'accademia dei fantaeroi, Eric viene scelto per lo scambio. È così costretto ad andare all'accademia di Master XOX dove non viene trattato bene finché non incontra Mandy, la ragazza di cui è innamorato. I supercattivi organizzano una battaglia all'accademia dei fantaeroi ed Eric deve scegliere se partecipare o no. Purtroppo Mandy lo convince (lo stesso Eric non ha mai avuto un solo momento di felicità da quando è all'Accademia) e così il ragazzo attacca i suoi amici. Alla fine, dopo aver sistemato le cose, lo scambio finisce e i ragazzi si vendicano massacrando Eric.

## Lo spettacolo deve continuare
Trivella Shakespeare vuole realizzare uno spettacolo, e alla fine sceglie come protagonista Eric. Dopo moltissime prove dolorose, giunge il momento dello spettacolo, ed Eric è molto felice perché sa che nell'ultima scena dovrà baciare Vana, ma a causa di un incidente causato da Trevor, Vana non può recitare, così il suo posto lo prende Trivella Shakespeare.

## Un vero padre per Eric
Pamplemoose scopre di avere la stessa voglia di Eric, e si convince che lui sia suo figlio. Dopo averlo fatto diventare un professore, Pamplemoose lo obbliga a scegliere un volontario per una prova pericolosa tra i suoi amici, e allora la fa lui stesso, scoprendo che la sua voglia era in realtà una macchia.

## L'incubo del passato
Eric torna all'orfanotrofio dove era vissuto prima, e ritrova il suo amico Glenn, che soffre di ansia da distacco. Qui i protagonisti, il padre di Trevor e Pamplemoose dicono alla direttrice Meredith Mashpicle cosa pensano di Eric. Involontariamente, loro danno un'impressione negativa alla direttrice, che così decide di far restare lì Eric. Lui però non vuole, così dice di scappare, ma trova l'ardua resistenza della direttrice. Kitty, Trevor e Vana, a quel punto, adoperano un carro armato per irrompere nell'orfanotrofio e riportare Eric a Splitsburgo. Quando la direttrice sta per riuscire a trattenere Eric, Trevor la fa saltare in aria con il carro armato. Eric allora ringrazia per l'aiuto Glenn, che distrugge l'orfanotrofio con dei topi con funzione di bombe. Dopodiché, imitando una talpa, inizia a scavare una buca dileguandosi.

## Un nuovo testimonial per l'accademia
L'Accademia dei Fantaeroi ingaggia un produttore televisivo per fare pubblicità alla scuola e Trevor diventa il nuovo testimonial. Eric diventa la sua controfigura ma la distrazione di Trevor lo porta a fare la pubblicità.

## Shopping-mania
Eric ha mangiato troppo e gli è scoppiata la maglia, così Maxum Mamma ha deciso di rinnovargli il guardaroba, ma vuole comprargli degli abiti orribili, così lui cerca di sfuggirle, ma lei viene rinchiusa al carcere per supercattivi di Megamatraz.

## La scintilla è scomparsa
Ad ogni coppia di aiutanti viene assegnato un supereroe. Ad Eric e Trevor capita Static, che ha moltissime armi "superfiche", ma non le vuole far usare a loro due, così mentre il supereroe dorme i due amici lo mettono nei guai.

## Fuga di massa
Gli abitanti di Splitsburgo ad eccezione di Eric, Trevor, Vana e Kitty sono finiti nella dimensione parallela, così Eric e Trevor hanno il controllo totale in assoluto sull'intera città. Vana e Kitty sono costrette a fermare Eric e Trevor, che stanno facendo cose illegali e un combattimento, a cui però si aggiungono anche loro. La lotta finisce quando Kitty fa tornare i cittadini, ma una volta che Pamplemoose scopre che la città è distrutta, Eric, Trevor, Kitty e Vana vengono puniti per due settimane nella dimensione parallela.

## Fino all'ultimo amico
Siccome Trevor lo mette nei guai sia a casa sua che a scuola, Eric decide di interrompere l'amicizia tra di loro. Quando Eric sente la sua mancanza, decide di fare pace, ma Trevor si prende gioco di lui con un robot di sé stesso chiamato E-2000, così l'Eric originale decide di fare una battaglia tra lui e Trevor, che si conclude con la riconciliazione dei due. Poi insieme a Kitty e Vana vanno per punizione in una dimensione demoniaca.

## Duello all'ultimo Chip
È primavera e Maxum Brain si trasferisce a CompuVille, una città a cui possono accedere solo i computer, così Eric e Trevor trasformano la Maxumvilla in un enorme e profondo lago ed Eric dice anche che non hanno più bisogno di Maxum Brain, ma alla fine si cacciano nei guai.

## Gita a CompuVille
Eric decide di andare in gita con Trevor, suo padre e suo nonno. Quest'ultimo però è un supercattivo in pensione e vuole far diventare tale anche Trevor.